# Ossaea cinnamomifolia
Ossaea cinnamomifolia är en tvåhjärtbladig växtart som först beskrevs av Adelbert von Chamisso och Charles Victor Naudin, och fick sitt nu gällande namn av José Jéronimo Triana. Ossaea cinnamomifolia ingår i släktet Ossaea och familjen Melastomataceae. Inga underarter finns listade i Catalogue of Life.